# Annot Robinson

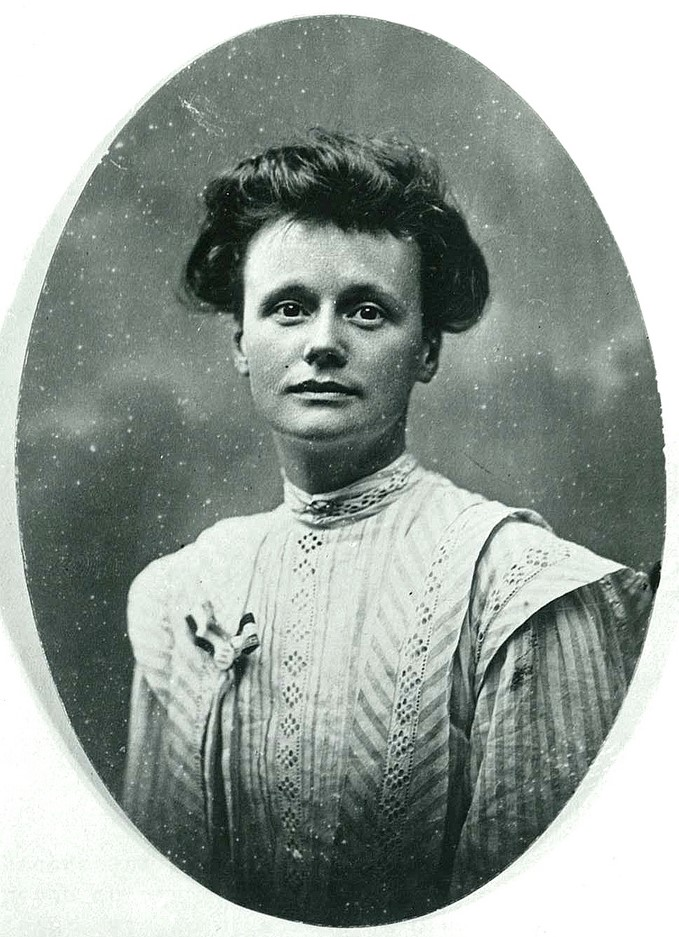
Annot Robinson, 1910

Annot Erskine Robinson (* 8. Juni 1874 in Montrose (Angus), Schottland; † 29. September 1925 in Perth, Schottland) war eine schottische Frauenrechtlerin und Pazifistin. Sie war Mitbegründerin der Women’s International League for Peace and Freedom.

## Leben und Werk
Robinson wurde als eine von drei Töchtern als Annot Erskine Wilkie von der Lehrerin Catherine Jane Erskine und dem Tuchmacher John Wilkie geboren. Sie war bis zu ihrem 16. Lebensjahr Schülerlehrerin an der Montrose Academy und besuchte anschließend das Lehrerseminar, bevor sie externe Kurse in Englisch, Französisch, Astronomie, vergleichende Religionswissenschaft und Geschichte an der University of St Andrews belegte. 1901 erhielt sie dort einen Abschluss als LLA.
Sie unterrichtete in Dundee und dann in Lochgelly. Sie war Mitglied der Independent Labour Party (ILP) und wurde 1906 die erste Sekretärin des Dundee-Zweigs der Women’s Social & Political Union (WSPU). 1907 zog sie nach Manchester, trat der örtlichen ILP bei und wurde Organisatorin der WSPU.
1908 heiratete sie den Arbeiter Sam Robinson, Parteiaktivist, Propagandasekretär der Central Manchester ILP und aktiver Unterstützer der militanten Wahlrechtsbewegung. Da er gewalttätig war und Alkoholiker, zog sie ihre beiden Kinder nach fünf Jahren Ehe allein groß.

## Einsatz für das Frauenwahlrecht
Im Februar 1908 wurde sie wegen ihrer Teilnahme an einer Demonstration des Wahlrechts in London im Holloway Prison inhaftiert. 1910 wurde sie Teilzeit-Organisatorin für die Women’s Labour League (WLL) und legte in diesem Jahr eine Konferenzresolution vor, in der sie die Führung der Labour Party wegen ihrer mangelnden Unterstützung für das Frauenrecht verurteilte. Im folgenden Jahr widersprach sie öffentlich der Position der Liga zum Wahlrecht und wechselte kurz darauf als Vollzeitorganisatorin zur National Union of Women’s Suffrage Societies (NUWSS) und war bei der Midlothian-Nachwahl im September 1912 aktiv.
Als der Krieg im August 1914 begann, war Robinson in Hilfskomitees in Manchester aktiv und diente auch im Manchester Women’s War Interest Committee. Als Pazifistin trat sie aus der NUWSS aus und war Unterzeichnerin des Christmas Letter, einem offenen Brief britischer Frauen an deutsche Frauen. 1915 half sie bei der Gründung der Women’s International League for Peace and Freedom (WILPF). 1917 war sie beim Frauenfriedenskreuzzug aktiv und setzte sich für gleiches Entgelt für weibliche Munitionsfabrikarbeiterinnen ein.
1918 wurde Robinson auf den bezahlten Posten der Manchester-Organisatorin für die Women’s International League berufen. 1919 war sie Teil der britischen Delegation in Zürich, wo Frauen aus ganz Europa versuchten, den Versailler Vertrag humaner zu gestalten.
Sie besuchte Irland mit einer zehnköpfigen Delegation der WIl-Niederlassung Manchester, um Verbrennungen und Morde durch britische Streitkräfte zu untersuchen. Im Dezember 1921 reisten sie und Ellen Wilkinson, die ebenfalls an der Delegation teilgenommen hatte, in die Vereinigten Staaten, um vor einer amerikanischen Kommission auszusagen.
Nach dem Krieg arbeitete sie bis 1922 als Organisatorin der Women’s International League for Peace and Freedom und reiste in deren Auftrag nach Amerika, Großbritannien und Holland. Im Herbst 1922 arbeitete sie kurzzeitig für die Women’s International League in Amsterdam, anschließend unterrichtete sie wieder als Lehrerin in Newburgh (Fife).
Sie starb 1925 im Perth Royal Infirmary während einer Operation zur Entfernung ihrer Gallenblase.

## Ehrungen
Ihr Name und ihr Bild befindet sich mit dem von 55 anderen Unterstützerinnen und 4 Unterstützern des Frauenwahlrechts auf dem Sockel der Millicent-Fawcett-Statue am Parliament Square in London.

## Veröffentlichungen
- The World’s Need of International Citizenship. The ANNALS of the American Academy of Political and Social Science, 1922.